# Holger Burckhart

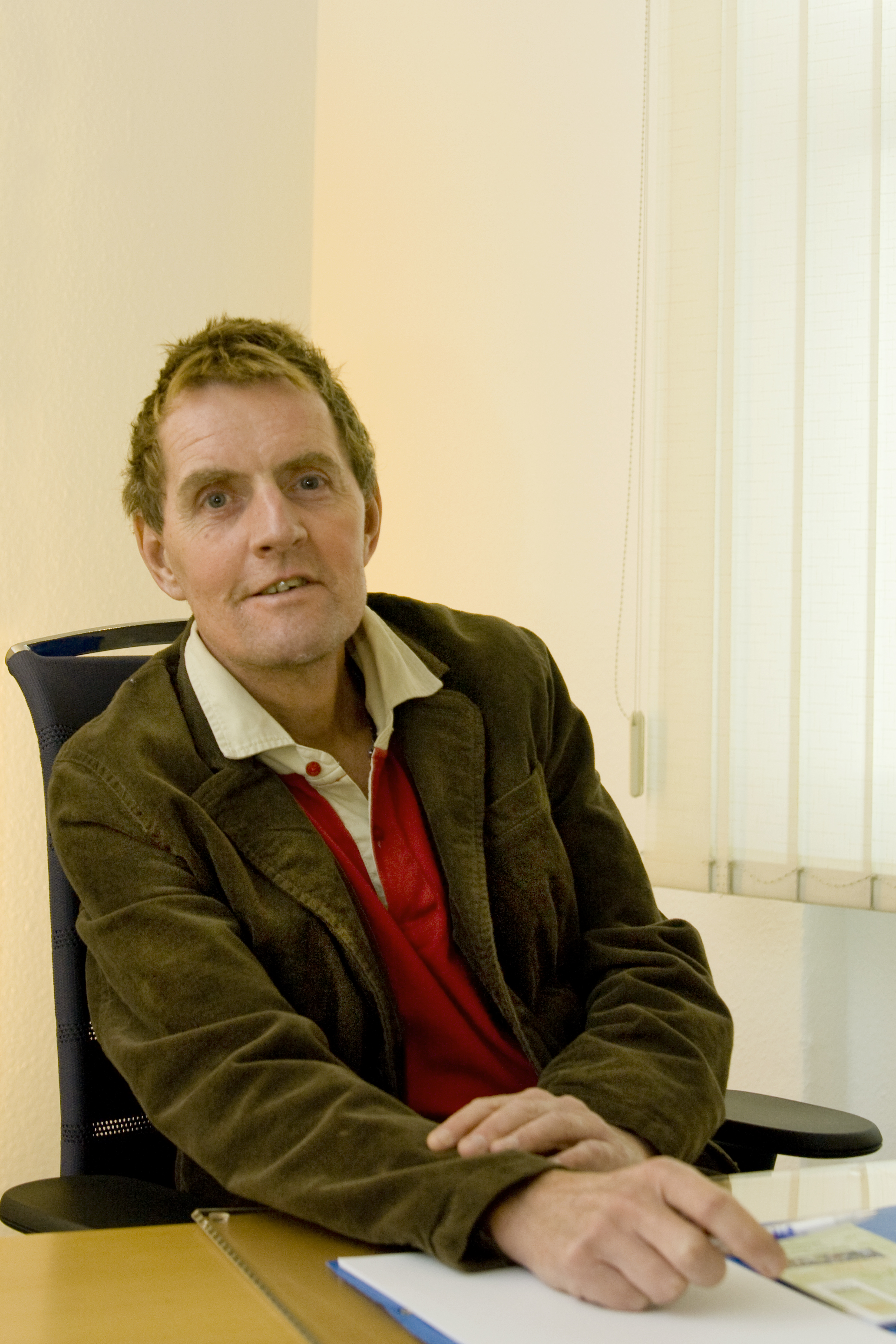
Holger Burckhart (2010)

Holger Burckhart (* 3. Mai 1956 in Torshälla, Schweden) ist ein deutscher Philosoph. Er war vom 1. Oktober 2009 bis zum 15. Dezember 2023 Rektor der Universität Siegen. Seit dem 1. April 2025 Seniorprofessor der Universität Bonn.

## Leben
Nach der Schulzeit in Köln absolvierte Burckhart ein Lehramtsstudium für die Sekundarstufe I an der Pädagogischen Hochschule Rheinland und beendete dieses mit dem ersten Staatsexamen mit den Fächern Deutsch und Sport. Daran schloss sich ein Lehramtsstudium für die Sekundarstufe II an der Universität zu Köln an, das er mit dem ersten Staatsexamen für die Fächer Deutsch und Philosophie abschloss. Die Promotion an der Universität zu Köln erfolgte 1985, die Habilitation folgte 1997 mit der Erteilung der venia legendi für Philosophie mit einer Arbeit zum Thema „Diskursethik – Diskursanthropologie – Diskurspädagogik“.
Bis zu seinem Amtsantritt in Siegen war Burckhart Professor für Anthropologie und Ethik in den Rehabilitationswissenschaften an der Universität zu Köln und dort bis Ende August 2009 auch Prorektor für Lehre, Studium und Studienreform. Von 2008 bis 2012 war er Vorstandsvorsitzender der Agentur für Qualitätssicherung durch Akkreditierung von Studiengängen (AQAS) und von 2012 bis 2018 Vizepräsident der Hochschulrektorenkonferenz (HRK) für das Ressort Lehre und Studium, Lehrerbildung und Lebenslanges Lernen.
Burckhart ist Mitglied zahlreicher Fachgesellschaften, wie Vorstandsmitglied der European University Association (EUA) sowie Mitglied der Stiftung zur Akkreditierung von Studiengängen in Deutschland (Vorstand bis 31. Dezember 2024), der Stiftung für Hochschulzulassung (Vorstand seit 2015) und Policy Fellow des Forschungsinstitut zur Zukunft der Arbeit IZA. Seit 2022 ist er Mitglied des Nachhaltigkeitsbeirates der Landesregierung NRW.  Er ist Vorstandsmitglied des Hans-Jonas-Zentrums in Berlin und Mitherausgeber der Kritischen Hans-Jonas-Werkausgabe. Gastaufenthalte führten ihn u. a. nach Brasilien (Belo Horizonte),  an die Universität Bergen in Norwegen sowie an japanische (Tokio, Sapporo, Osaka) und chinesische (Peking, Jinan, Shanghai, Hongkong) Universitäten.
Burckharts Forschungsschwerpunkte konzentrieren sich auf die Bereiche Allgemeine Wissenschaftstheorie, Transzendentalphilosophie, Sprachphilosophie sowie philosophische Grundlagen der Pädagogik unter Berücksichtigung sonderpädagogischer Fragestellungen.
Holger Burckhart ist verheiratet und hat zwei Kinder und vier Enkelkinder.